# 韓希孟
韓希孟（？年—？年），武陵人，明朝刺繡家，自號武陵繡史，顧名世之孫顧壽潛的妻子。

## 生平
韓希孟擅長畫花卉、刺繡，通曉六法（氣韻生動、骨法用筆、應物象形、隨類賦彩、經營位置、傳模移寫），作品擘絲極細，繡出的山水、動物極富神韻，針法精妙，臨摹之作相當傳神，在當代其作品被視為珍寶，世人稱她的刺繡為韓媛繡。由於顧家有露香園，所以世人又稱顧家刺繡為「露香圃顧繡」或「顧氏露香園繡」，簡稱「露香園繡」或「顧繡」，韓希孟的技藝超群，作品受世人喜愛，顧繡因此聲名大噪，在當時刺繡藝術中有崇高的地位。

## 作品

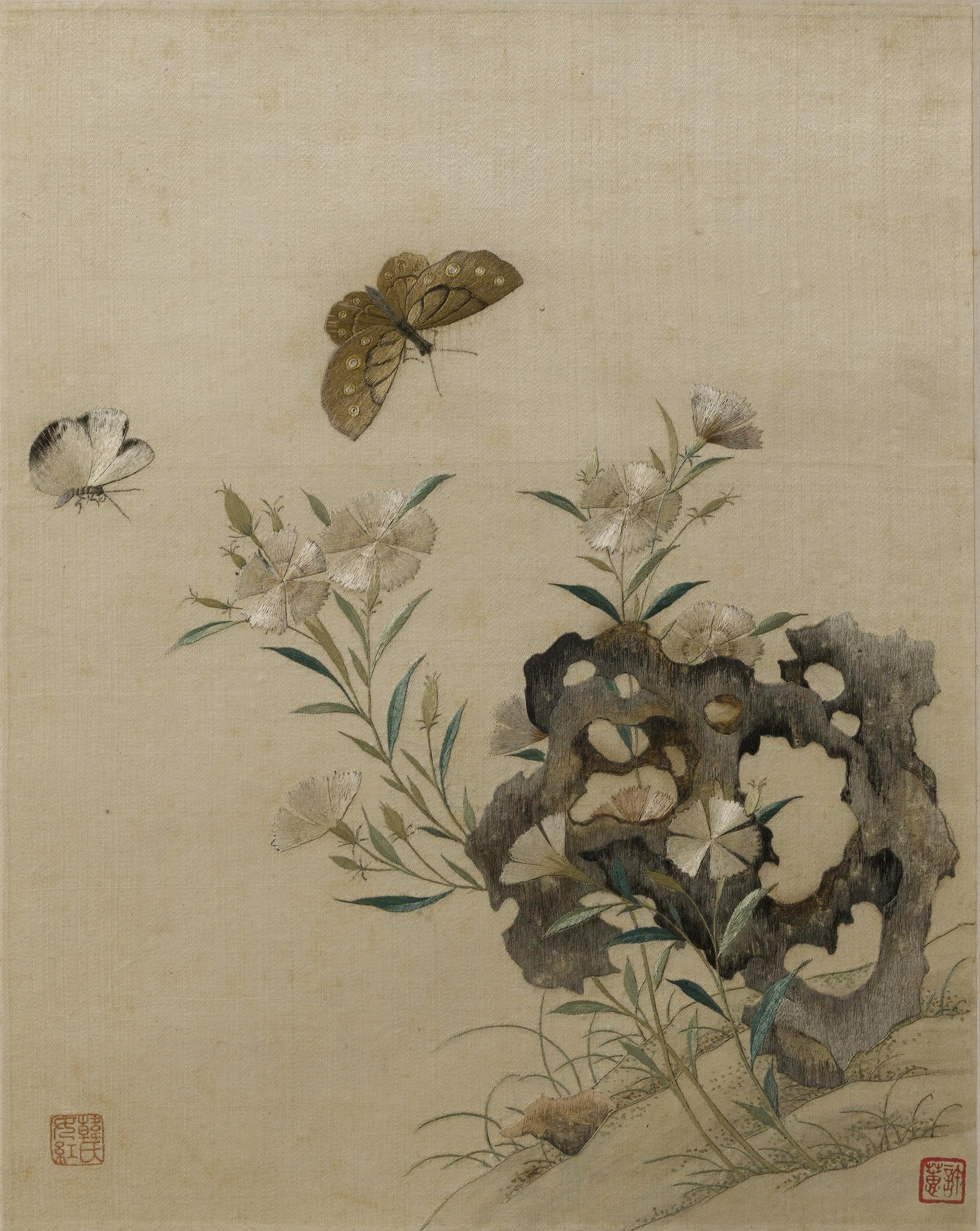
韩希孟的刺绣作品

### 宋元名跡冊
韓希孟代表作品是現藏於北京故宮博物院的《宋元名跡冊》。冊尾有其丈夫顧壽潛的跋，崇禎七年（1634年），韓希孟搜訪宋、元名畫，加以臨摹，以五彩絲線繡成冊頁。全幅計有《洗馬圖》（此圖後來為梧州關伯珩先生收藏，西元1960年12月，關伯珩的女兒關瑞梧將圖捐給北京故宮博物院）、《補袞圖》、《瑞鹿圖》、《鶉鳥圖》、《米畫山水圖》（米畫指宋朝書畫家米芾和米友仁父子的畫）、《葡萄松鼠圖》、《扁豆蜻蜓圖》、《花溪漁隱圖》，共八開，每開均繡有「韓氏女紅」印，末開皆有繡題「韓氏希孟」，董其昌是顧壽潛的老師，曾稱讚韓希孟繡作《宋元名跡冊》認為技巧好到以為不是人力所為。《宋元名跡冊》對幅都有董其昌題贊。
韓希孟《宋元名跡冊》被定為國家一級文物，是研究中國織繡史及明朝顧繡發展的重要實物資料，具有珍貴的史料價值和藝術價值。

### 其他作品
崇禎十四年（1641年），韓希孟繡《花卉蟲魚冊》，現藏於上海市歷史博物館。
韓希孟《花鳥圖冊》（郭棻有為此畫題詠），現藏於遼寧博物館。
《纂組英華》一書將韓希孟繡品彩印成冊。

## 評價
- 徐蔚南《顧繡考》：其劈絲細過於髮，而針如毫，配色則亦有秘傳，故能點染成文，不特翎毛花卉，巧奪天工，而山水人物，無不逼肖活現。而顧韓希孟深通六法，遠紹唐宋髮繡之真傳，摹繡古今明人書畫，別有會心。故世備稱顧繡之巧，謂為寫生如畫，他處所無，名之曰畫繡，而許為女中針神也。
- 朱啟鈐《存素堂絲繡錄》：「韓希孟深通六法，遠紹唐宋髮繡之真傳，摹繡古今名人書畫，別有會心。」
- 陳子龍：「若韓媛花草鳥蟲，生氣回動，五色爛發，即薛夜來、蘇蕙蘭未能妙詣至此。或天孫織錦手出現人間邪。」[14]

## 外部連結
- 中國哲學書電子化計畫·女紅傳征略